# Hernán Lino
Herlin Hernán Lino Plúas (Babahoyo, Ecuador; 6 de febrero de 1997) es un futbolista ecuatoriano. Juega como delantero y su equipo actual es Leones de la Serie B de Ecuador.

## Selección nacional

### Categorías inferiores
Integró la selección sub-20 de Ecuador en el año 2017. En el Sudamericano de Ecuador arrancó como suplente, pero con su velocidad y habilidad se adueñó de la titularidad, transformándose en un jugador clave para que la selección anfitriona lograra un histórico segundo puesto.
Ya en el Mundial de Corea del Sur, el equipo no pudo repetir la actuación que tuvo en el Sudamericano y quedó eliminada en primera ronda.

#### Participaciones en Sudamericanos
| Campeonato                  | Sede    | Resultado  | Partidos | Goles |
| --------------------------- | ------- | ---------- | -------- | ----- |
| Sudamericano Sub-20 de 2017 | Ecuador | Subcampeón | 9        | 2     |

#### Participaciones en Copas del Mundo
| Campeonato                  | Sede          | Resultado      | Partidos | Goles |
| --------------------------- | ------------- | -------------- | -------- | ----- |
| Copa Mundial Sub-20 de 2017 | Corea del Sur | Fase de grupos | 3        | 1     |

## Estadísticas

### Clubes
Actualizado al último partido disputado el 30 de octubre de 2024.
| Club                         | Temporada     | Liga  | Liga  | Copas nacionales | Copas nacionales | Copas internacionales | Copas internacionales | Total | Total |
| Club                         | Temporada     | Part. | Goles | Part.            | Goles            | Part.                 | Goles                 | Part. | Goles |
| ---------------------------- | ------------- | ----- | ----- | ---------------- | ---------------- | --------------------- | --------------------- | ----- | ----- |
| Barcelona S. C. · Ecuador    | 2015          | 18    | 0     | -                | -                | -                     | -                     | 18    | 0     |
| Barcelona S. C. · Ecuador    | 2016          | 2     | 0     | -                | -                | -                     | -                     | 2     | 0     |
| Barcelona S. C. · Ecuador    | Total club    | 20    | 0     | -                | -                | -                     | -                     | 20    | 0     |
| Deportivo Cuenca · Ecuador   | 2017          | 3     | 0     | -                | -                | 0                     | 0                     | 3     | 0     |
| Deportivo Cuenca · Ecuador   | Total club    | 3     | 0     | -                | -                | 0                     | 0                     | 3     | 0     |
| C. D. Alcoyano · España      | 2017-18       | 17    | 1     | -                | -                | -                     | -                     | 17    | 1     |
| C. D. Alcoyano · España      | 2018-19       | 38    | 5     | -                | -                | -                     | -                     | 38    | 5     |
| C. D. Alcoyano · España      | Total club    | 55    | 6     | -                | -                | -                     | -                     | 55    | 6     |
| Villa Teresa · Uruguay       | 2018-19       | 0     | 0     | -                | -                | -                     | -                     | 0     | 0     |
| Villa Teresa · Uruguay       | Total club    | 0     | 0     | -                | -                | -                     | -                     | 0     | 0     |
| Cádiz "B" · España           | 2019-20       | 23    | 1     | -                | -                | -                     | -                     | 23    | 1     |
| Cádiz "B" · España           | Total club    | 23    | 1     | -                | -                | -                     | -                     | 23    | 1     |
| Guayaquil Sport · Ecuador    | 2021          | 12    | 4     | 0                | 0                | -                     | -                     | 12    | 4     |
| Guayaquil Sport · Ecuador    | Total club    | 12    | 4     | 0                | 0                | -                     | -                     | 12    | 4     |
| Gualaceo S. C. · Ecuador     | 2022          | 8     | 0     | 0                | 0                | -                     | -                     | 8     | 0     |
| Gualaceo S. C. · Ecuador     | Total club    | 8     | 0     | 0                | 0                | -                     | -                     | 8     | 0     |
| Búhos ULVR · Ecuador         | 2022          | 19    | 4     | 0                | 0                | -                     | -                     | 19    | 4     |
| Búhos ULVR · Ecuador         | Total club    | 19    | 4     | 0                | 0                | -                     | -                     | 19    | 4     |
| 9 de Octubre F. C. · Ecuador | 2023          | 17    | 3     | 0                | 0                | -                     | -                     | 17    | 3     |
| 9 de Octubre F. C. · Ecuador | Total club    | 17    | 3     | 0                | 0                | 0                     | 0                     | 17    | 3     |
| Cuniburo · Ecuador           | 2023          | 12    | 5     | 0                | 0                | -                     | -                     | 12    | 5     |
| Cuniburo · Ecuador           | 2024          | 29    | 7     | 3                | 0                | -                     | -                     | 32    | 7     |
| Cuniburo · Ecuador           | Total club    | 41    | 12    | 3                | 0                | 0                     | 0                     | 44    | 12    |
| Leones F. C. · Ecuador       | 2025          | 0     | 0     | 0                | 0                | -                     | -                     | 0     | 0     |
| Leones F. C. · Ecuador       | Total club    | 0     | 0     | 0                | 0                | 0                     | 0                     | 0     | 0     |
| Total carrera                | Total carrera | 198   | 30    | 3                | 0                | 0                     | 0                     | 201   | 30    |

### Selección
| Selección        | Año   | Amistosos | Amistosos | Eliminatorias / Sudamericano | Eliminatorias / Sudamericano | JJ. OO. | JJ. OO. | Copa América | Copa América | Copa Mundial | Copa Mundial | Total | Total |
| Selección        | Año   | PJ        | G         | PJ                           | G                            | PJ      | G       | PJ           | G            | PJ           | G            | PJ    | G     |
| ---------------- | ----- | --------- | --------- | ---------------------------- | ---------------------------- | ------- | ------- | ------------ | ------------ | ------------ | ------------ | ----- | ----- |
| Sub-20 · Ecuador | 2017  | -         | -         | 9                            | 2                            | -       | -       | -            | -            | 3            | 1            | 12    | 3     |
| Sub-20 · Ecuador | Total | -         | -         | 9                            | 2                            | -       | -       | -            | -            | 3            | 1            | 12    | 3     |
| Total            | Total | -         | -         | 9                            | 2                            | -       | -       | -            | -            | 3            | 1            | 12    | 3     |

## Palmarés

### Campeonatos nacionales
| Título             | Club            | País    | Año  |
| ------------------ | --------------- | ------- | ---- |
| Serie A de Ecuador | Barcelona S. C. | Ecuador | 2016 |
| Serie B de Ecuador | Cuniburo        | Ecuador | 2024 |